# 粤琼玉凤花
粤琼玉凤花（学名：Habenaria hystrix）为兰科玉凤花属下的一个种。

## 扩展阅读
- 維基物種上的相關：粤琼玉凤花